# Реюньонцы
Реюньо́нцы — точнее, реюньонцы-креолы, потомки первых поселенцев на острове Реюньон, французов. Численность 400 тыс. чел. (1992). Язык креолизованный французский (реюньонский креольский). Верующие — католики. Составляют около 25 % населения острова. Кроме них остров населяют потомки рабов, негров и индийцев, которых завозили сюда французские колонизаторы до 1848 г. В 1848 г. рабство было отменено, но рабочие из Африки, Индии, Индонезии, Йемена, Китая приезжали сюда работать по контракту.
Основные занятия — пашенное земледелие (сахарный тростник, ваниль, эфироносы, кукуруза и др.), разведение скота (овцы, свиньи), работа по найму.
Около 5000 французов приезжает на остров исполнять административные функции. Но уже давно сложилась прослойка «бедных белых». Это бывшие разорившиеся владельцы мелких плантаций. После отмены рабства они сочли невозможным работать вместе с бывшими рабами и ценя европейское происхождение, предпочитали уходить в горы. Туда переселились сотни белых семей.

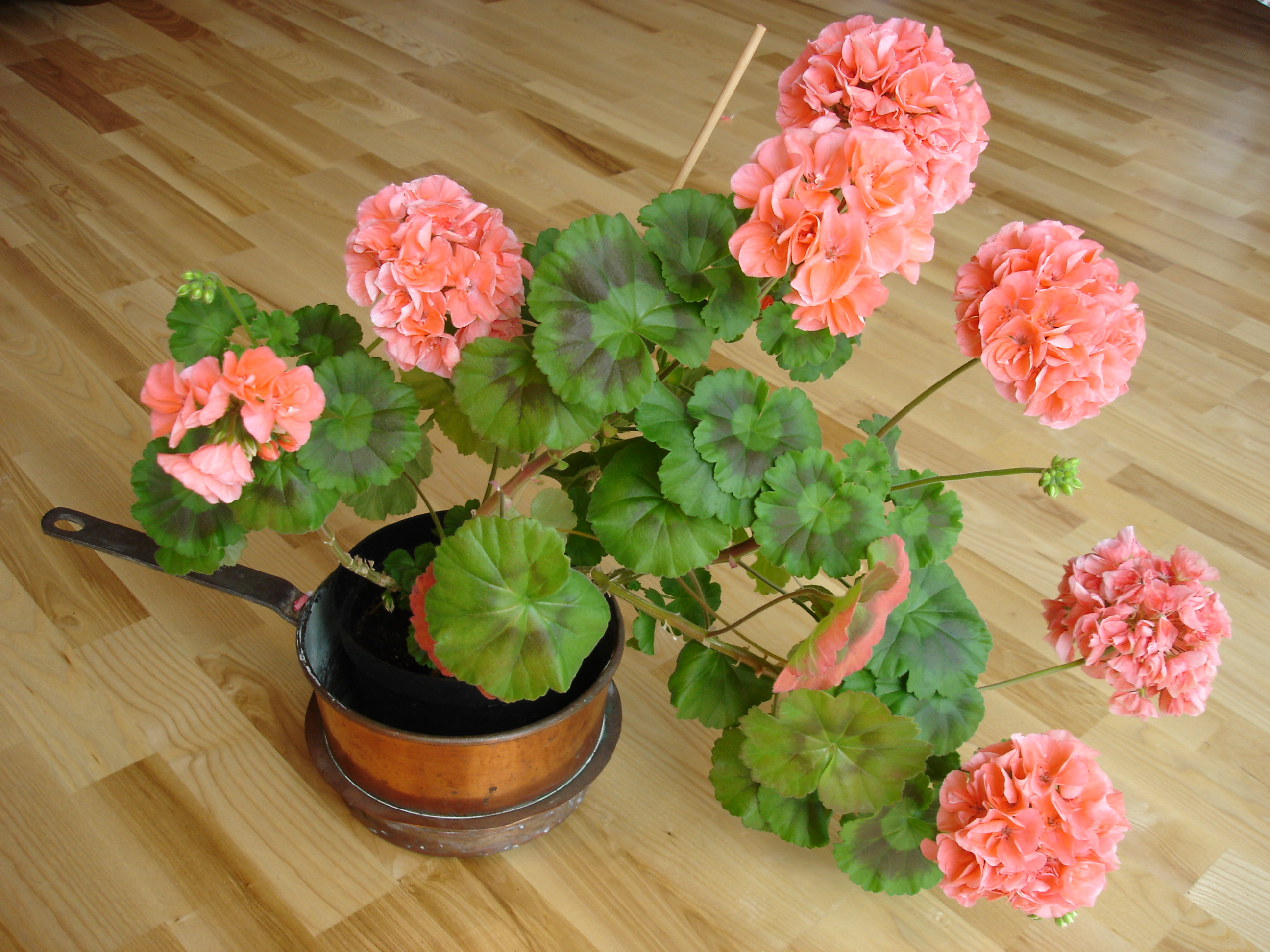
Пеларгония

Освобожденные негры переселялись к морю. Источник существования «бедных белых» — торговля на рынках Сен-Дени и других городов небогатым товаром: бобами, горохом, чечевицей, курами, гусями. Кроме этого они выращивают пеларгонию — растение из семейства гераниевых, из которой приготовляют гераниевую эссенцию. Реюньон — крупнейший поставщик эссенции в мире.
Грамотность среди них ниже, чем среди прибрежных темнокожих. В глухих горных районах школ практически нет.